# Kategorie dworców kolejowych w Niemczech
5400 dworców, stacji i przystanków w Niemczech dzieli się na 7 kategorii:

## Kategoria 1
21 największych stacji węzłowych:
- Berlin Hauptbahnhof
- Berlin Ostbahnhof
- Berlin Südkreuz
- Bremen Hauptbahnhof
- Dortmund Hauptbahnhof
- Dresden Hauptbahnhof
- Düsseldorf Hauptbahnhof
- Essen Hauptbahnhof
- Frankfurt (Main) Flughafen Fernbahnhof
- Frankfurt (Main) Hauptbahnhof
- Hamburg Hauptbahnhof
- Hannover Hauptbahnhof
- Karlsruhe Hauptbahnhof
- Köln Hauptbahnhof
- Köln Messe/Deutz
- Leipzig Hauptbahnhof
- Mainz Hauptbahnhof
- Mannheim Hauptbahnhof
- München Hauptbahnhof
- Nürnberg Hauptbahnhof
- Stuttgart Hauptbahnhof

## Kategoria 2
83 stacje, np.:
- Augsburg Hbf
- Berlin Zoologischer Garten (dawniej kategoria 1)
- Bonn Hbf
- Braunschweig Hbf
- Duisburg Hbf (dawniej kategoria 1)
- Eisenach
- Erfurt Hbf
- Gießen
- Halle (Saale) Hauptbahnhof
- Hamburg-Altona
- Hamm (Westf)
- Kassel-Wilhelmshöhe
- Koblenz Hbf
- Köln Messe/Deutz
- München Ost
- Offenburg
- Oldenburg (Oldb.) Hbf
- Rostock Hauptbahnhof
- Saarbrücken Hauptbahnhof
- Weimar

## Kategoria 3
Około 230 stacji. Zdecydowanie największym w tej kategorii jest Chemnitz Hauptbahnhof, zdegradowany z kategorii 2. Inne przykłady stanowią: Mülheim (Ruhr) Hauptbahnhof, Jena Paradies, Homburg (Saar) Hauptbahnhof, Schorndorf, Tuttlingen, Wetzlar i Montabaur.

## Kategoria 4
Około 600 stacji. Przykłady: Düren, Berlin-Lichterfelde Ost, Stuttgart-Bad Cannstatt, Unna, Mönchengladbach Hauptbahnhof. Mönchengladbach jest największym niemieckim
miastem wyłącznie z ruchem regionalnym.

## Kategoria 5
Około 1040 stacji. Przykłady: Postbauer-Heng, Köln-Holweide, Duckterath i Lingenfeld.

## Kategoria 6
Około 2500 stacji. Stacje te mają małą liczbę pasażerów i tylko najbardziej podstawowy, potrzebny sprzęt. Często są one podobne do przystanków autobusowych, np. Neue Schenke, Ilmenau, Goldshöfe.

## Kategoria 7
Większość z 880 stacji najniższej kategorii 7 znajduje się na obszarach wiejskich. Stacje te posiadające zazwyczaj nie więcej niż jeden peron są obsługiwane tylko przez kilka pociągów lokalnych. Przykładem tej kategorii jest Stuttgart-Münster.